# Grafschaft Barcelona

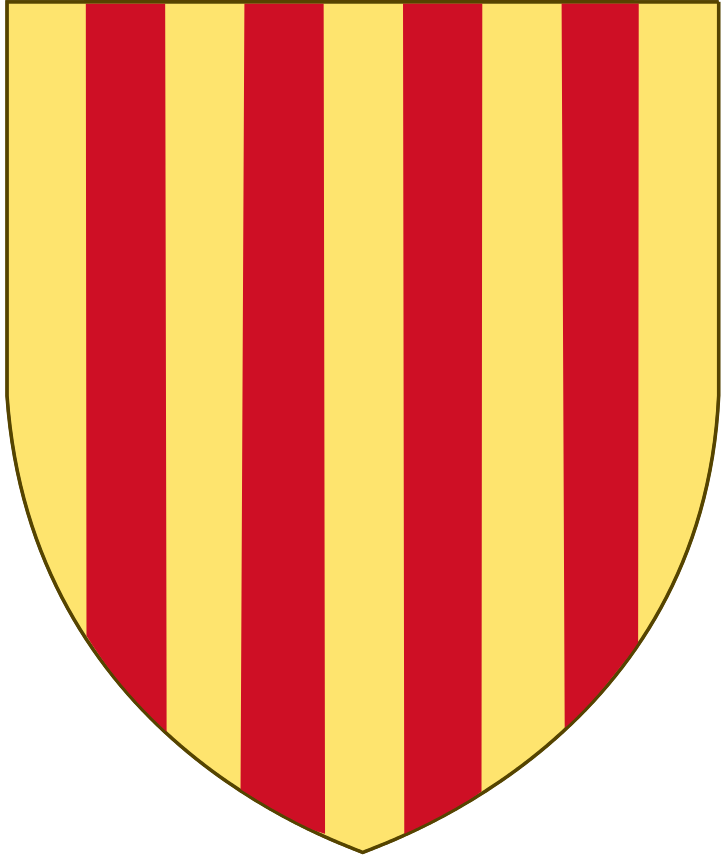
Wappen der Grafen von Barcelona

Die Grafschaft Barcelona, auf Katalanisch Comtat de Barcelona, war eine der historischen katalanischen Grafschaften, welche die Franken in der Spanischen Mark errichteten. Neben Barcelona und Umgebung umfasste die Grafschaft auch das Gebiet von Terrassa und das der heutigen Comarques Vallès Oriental und Occidental, das Maresme und Penedès. Die Grafschaft Barcelona als eigenständiges Territorium bestand von 878 bis 1137, wobei sie 1137 in das größere Königreich Aragón integriert wurde.

## Ursprünge

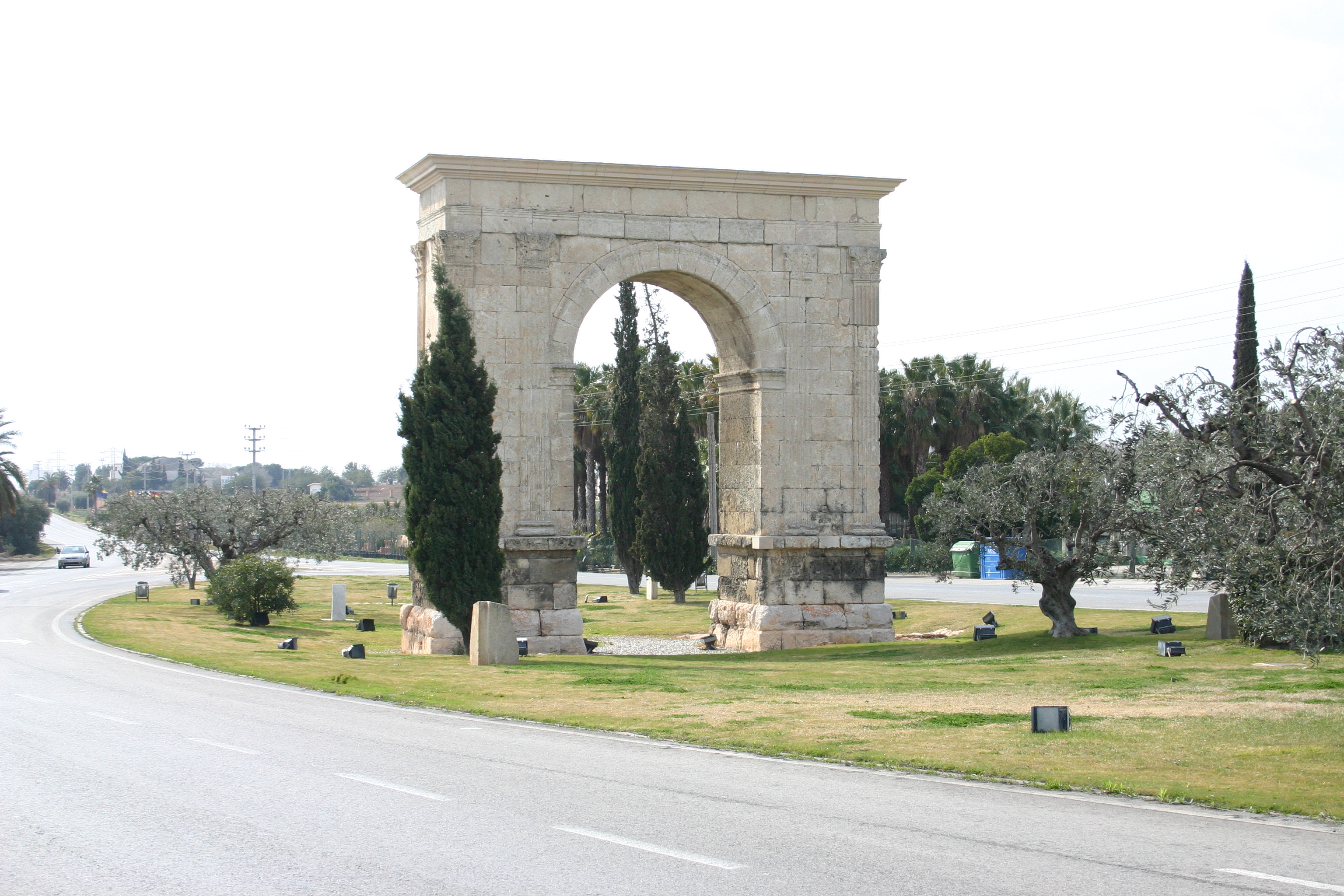
Arc de Berà an der Via Augusta
(an der heutigen Nationalstraße N340)

Die Ursprünge der Grafschaft liegen in den Zeiten vor der fränkischen Eroberung. Die Grenzen stimmen weitgehend mit denen alter iberischer Stämme überein und das Gebiet bildete schon zu Zeiten der Römer und Westgoten eine politisch-administrative Einheit, auch wenn es noch keine Grafschaft war. Die Grafschaft Barcelona bildete immer die Grenzregion zu Al-Andalus, dem von den Mauren besetzten Teil der Iberischen Halbinsel.
Mit der fränkischen Eroberung des Jahres 801 unter Wilhelm von Aquitanien reichte die Grafschaft Barcelona bis zum sogenannten Arc de Berà, einem römischen Triumphbogen an der heutigen Nationalstraße N340, zwischen den Orten Roda de Berà und Creixell. Dieser Bogen aus dem Jahre 13 v. Chr. erhielt seinen heute gebräuchlichen Namen nach Berà, dem Sohn Wilhelms und ersten Grafen von Barcelona. Aber schon bald mussten die Franken die Grenzen der Grafschaft bis zum Llobregat am südlichen Stadtrand des heutigen Barcelona zurückziehen. Diese änderten sich während des gesamten 9. und 10. Jahrhunderts nicht.

## Die fränkische Herrschaft (9. Jahrhundert)
Die fränkische Herrschaft über die Grafschaft Barcelona dauerte fast das gesamte 9. Jahrhundert. In dieser Zeit wurden die Grafen vom Kaiser oder dem Unterkönig von Aquitanien nach Belieben eingesetzt und auch abgesetzt. Aber nach dem Tod von König Ludwig II., genannt „der Stammler“, 879 schwand die karolingische Macht und in Barcelona wie im gesamten fränkischen Reich wurden die Grafen zu kleinen Souveränen mit erblichem Adel. So ging 897 nach dem Tode von Wilfried dem Haarigen, der noch von Ludwig dem Stammler zum Grafen ernannt worden war, die Grafschaft an die Söhne Wilfried II. Borrell (897 bis 911) und Sunyer I. (911 bis 947) über – ohne Intervention durch den Kaiser.
Als Wilfried der Haarige zum Grafen ernannt wurde, grenzte die Grafschaft Barcelona im Süden an das Meer, und im Norden an die Grafschaften Girona und Osona. Jenseits des Llobregat war das Penedès ein nahezu entvölkertes Niemandsland, ständig Angriffen und Gegenangriffen ausgesetzt – sowohl der muslimischen als auch der christlichen Seite. Während Wilfrieds Herrschaft erreichte die Grafschaft Barcelona ihre ursprünglichen Grenzen wieder, indem das Hinterland bei Montserrat und ein kleiner Teil des Penedès zurückerobert wurde. Dieses blieb die wahre Grenzmark der Grafschaft, das heißt die fränkische Grenze zum Islamischen Spanien. Auch das Vallès blieb 897 nach einem maurischen Überfall, bei dem auch Wilfried der Haarige getötet wurde, praktisch entvölkert.

## Die Vereinigung mit Girona und Osona
Im Jahr 870 war Wilfried der Haarige als Graf von Urgell und Cerdanya eingesetzt worden; 878 erhielt er zusätzlich die Titel eines Grafen von Barcelona und Girona. Er veranlasste die Wiederbesiedlung (Repoblación) des Hinterlandes, indem er die Grafschaft Osona und das Bistum Vic gründete. Nach seinem Tod (897) regierten seine Söhne zunächst gemeinsam alle Grafschaften, schließlich teilten sie sich das Erbe. Wilfried II. Borrell erhielt die Grafschaften Barcelona, Girona und Osona. Nach seinem Tod 911 gingen die drei Grafschaften an seinen jüngeren Bruder Sunyer I. Von da an blieben die Grafschaften Barcelona, Girona und Osona vereint unter einem Grafen und bildeten eine territoriale Einheit, die nur kurzfristig zerbrochen wurde, als Berengar Raimund I. (1017–1035) die Grafschaft Osona von den anderen beiden trennte und im Süden der Grafschaft Barcelona die Grafschaft Penedès gründete. Aber schon seinem Sohn und Nachfolger, Raimund Berengar I. (1035–1076), gelang es, die Kernlande Barcelona – Girona – Osona unter seiner Herrschaft zu vereinen.

## Die Entwicklung im 10. und 11. Jahrhundert
Anfang des 10. Jahrhunderts begann mit der Wiederbesiedlung von Teilen des Vallès die Expansion über den Llobregat. Nach einem Feldzug bis an den Fluss Gaià gelang es Sunyer I. in den Jahren 936 und 937 verschiedene Befestigungen im Penedès zu errichten. Von da an entwickelte sich die Grafschaft Barcelona südwestlich bis vor die Tore von Tarragona. Die neuen Grenzen im Westen wurden nun von zahlreichen Befestigungsanlagen zwischen den Flüssen Anoia und Gaià gesichert. Außerdem knüpfte Borrell II. (948 bis 992) diplomatische Kontakte zum Kalifat von Córdoba. Das verhinderte jedoch nicht, dass Almansor 985 einen Raubzug unternahm und Barcelona einnahm und plünderte. Durch die enge Wirtschaftsbeziehungen zu al-Andalus erlebte die Grafschaft Barcelona im letzten Drittel des 10. Jahrhunderts jedoch einen wirtschaftlichen Aufschwung und so wurden die Folgen der Zerstörung und Plünderung schnell überwunden. Zu Beginn des 11. Jahrhunderts nutzte Graf Raimund Borrell (992 bis 1017) die Schwäche des Kalifats von Córdoba und zog 1010 gegen Córdoba. Unter Raimund Borrell I. wurde das Penedès wiederbesiedelt und endgültig gesichert. In den Grenzen der Grafschaft lag nun auch die heutige Comarque Conca de Barberà und ein Teil des Camp de Tarragona.

## Der Aufstand des Landadels
Nach dem Tod von Raimund Borrells I. (1017), wurden die Grafschaften Barcelona, Girona und Osona durch seine Witwe Ermessenda (1017–1057) und ihren Sohn Berengar Raimund I. (1017–1035) verwaltet. Er war ein schwacher Herrscher. Entgegen den Interessen des Landadels, welcher sich nach Ruhm und Beute sehnte, wollte er mit dem islamischen Spanien Frieden halten. Ohne Rückhalt des Adels begann 1017 die schwächste Phase der Grafschaft. Der Machtverlust beschleunigte sich noch nach dem Tod von Berengar Raimund I. (1035), der das Erbe unter seinen drei minderjährigen Söhnen aufteilte: Wilhelm, Graf von Osona, Raimund Berengar I., Graf von Barcelona und Girona, sowie Sanç, Graf des Penedès. Als Raimund Berengar I. ab 1041 versuchte, seine Rechte in der Grafschaft auszuüben, begannen unter der Führung des Landadels im Penedès eine Reihe von Aufständen, die erst 1060 niedergeschlagen werden konnten. Allerdings ermöglichte der Verzicht von Sanç auf die Grafschaft Penedès (1049) und von Wilhelm auf die Grafschaft Osona (1054), dass Raimund Berengar I. das Gebiet Barcelona-Girona-Osona wieder vereinen konnte. Nach dem Tod von Raimund Berengar I. (1076), wurden die Grafschaften von seinen beiden Söhnen gemeinsam regiert: Raimund Berengar II. (1076–1082) und Berengar Raimund II. (1076–1097). Unter ihrer Herrschaft erreichte die Expansion im Westen die heutige Comarque Pla d’Urgell.

## Die Grafschaft Barcelona im 12. Jahrhundert

Die Grafschaft Barcelona (rot) im Kontext der Ausbreitung der Krone Aragon

Raimund Berengar III. (1086–1131) musste sich den Angriffen der Almoraviden stellen, die 1107 das Penedès verwüsteten und 1115 Barcelona angriffen. Schließlich konnte er sie 1126 schlagen. Da die Dynastien in den Grafschaften Besalú und Cerdanya erloschen waren, annektierte Raimund Berengar III. (1111) und (1118) diese Grafschaften und integrierte sie in das Kerngebiet Barcelona-Girona-Osona. Außerdem gelang ihm, 1118 die Herrschaft über Tarragona zu erringen und zum Bischofssitz zu erheben. Zuvor bestand eine kirchliche Abhängigkeit vom Erzbistum in Narbonne.
Die Eroberung von Tortosa und Lleida erfolgte unter Raimund Berengar IV. (1131–1162) in den Jahren 1148 und 1149. Als letztes Taifa-Königreich in Katalonien konnte 1153 schließlich das Waliat (= Vizekönigreich) Siurana erobert werden. Die folgende Wiederbesiedlung dieser jetzt „Neukatalonien“ genannten Zone durch Menschen aus den Katalanischen Grafschaften (auch „Altkatalonien“ oder Spanische Mark) verwischte die alten Grenzen der Grafschaft und schaffte eine neue territoriale Einheit: Katalonien. Die „Grafschaft Barcelona“ als Bezeichnung für diese Region verlor sich. Der Titel eines erblichen Grafen von Barcelona blieb jedoch bestehen. Der heutige Träger ist der König von Spanien, Felipe VI.

## Ergänzende Themen
- Liste der Grafen von Barcelona
- Geschichte Kataloniens
- Geschichte Spaniens